# Shirakawa, Fukushima

Shirakawa (白河市 Shirakawa-shi?) este un municipiu din Japonia, prefectura Fukushima.